# Grande synagogue de Katowice (1900-1939)

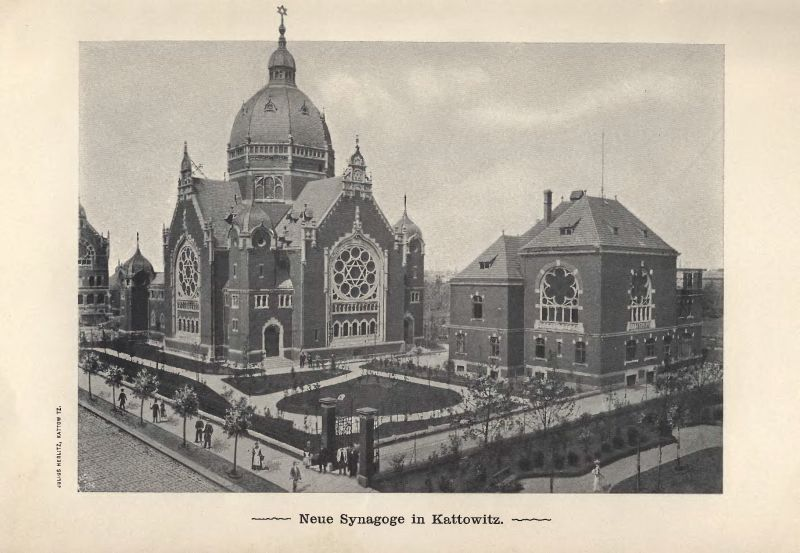
La grande synagogue de Katowice

La Grande synagogue de Katowice (en allemand: Große Synagoge; en polonais Synagoga Wielka), est la  plus grande synagogue  avant-guerre à Katowice (Pologne). Située dans l'ancienne August-Schneiderstraße, en centre-ville, la synagogue était l'un des bâtiments les plus emblématiques de la ville. Actuellement, le site est devenu la place de la Synagogue sur laquelle a été élevé un mémorial.

## Histoire

### Construction de la grande synagogue
Il existait auparavant à Katowice une vieille synagogue située dans la Schillerstraße (l'actuelle rue Juliusz Słowacki) qui avait été restaurée et agrandie en 1883. Mais dès 1884, la communauté juive de Katowice intègre  les fidèles juifs des villages de Bogucice et de Zawodzie, devenus depuis quartier de Katowice, et la synagogue devient rapidement trop petite.

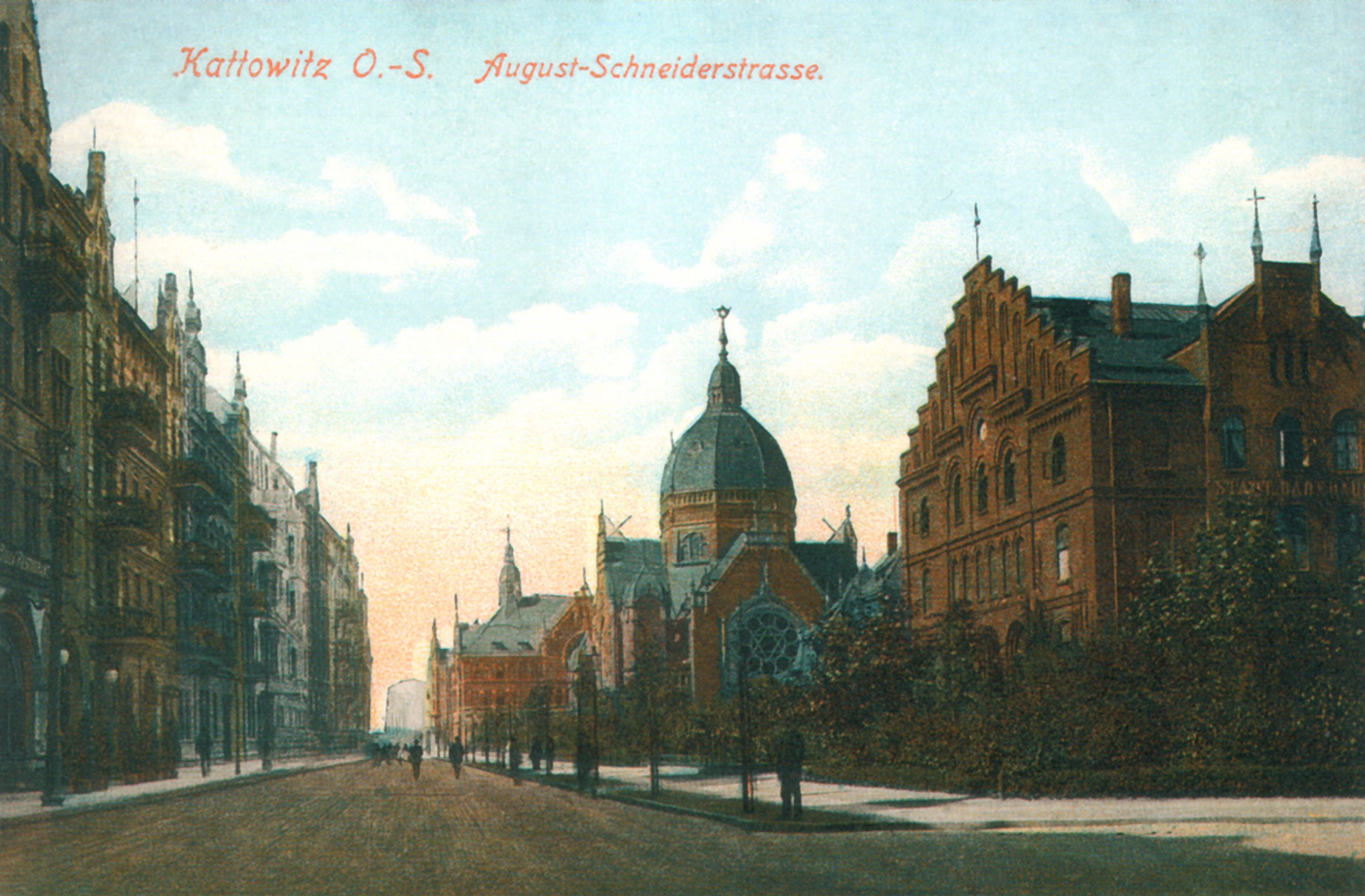
La synagogue vue de la August-Schneiderstraße

Le projet de construction d'une nouvelle grande synagogue date de 1890, avec l'envoi d'une pétition signée par 175 personnes demandant l'autorisation de sa construction. Parmi les raisons invoquées, la trop faible capacité de l'ancienne synagogue ainsi qu'un différend majeur entre les Juifs orthodoxes qui se sont attribué l'ancienne synagogue, et les Juifs réformés, partisans de l'assimilation culturelle. Les autorités municipales prussiennes donnent leur accord en 1897.
Rapidement, les initiateurs du projet achètent pour la somme de 6 000 marks pris sur leurs fonds propres, un terrain non bâti, situé August-Schneiderstraße, l'actuelle rue Adam Mickiewicz. Ce terrain de 4 500 m2 est suffisamment grand pour que la communauté décide d'y construire, en plus de la synagogue, un Mikvé (bain rituel), un abattoir rituel pour la volaille et un four pour y cuire les Matzot, l'ensemble entouré d'un joli jardin d'agrément. La Commission de la construction dirigée par Max Fröhlich après avoir initialement retenu trois projets, sélectionne finalement les plans de la synagogue dessinés par l'architecte allemand Max Grünfeld, fils de l'architecte Ignatz Grunfeld qui avait construit l'ancienne synagogue. Le 10 août 1898, les services de l'urbanisme de Katowice délivrent le permis de construire et les travaux débutent le 2 juin 1899.  Ceux-ci vont durer environ un an et coûteront plus de 500 000 marks pour une estimation initiale de 350 000 marks. 
La cérémonie d'ouverture a lieu lors de la fête de Roch Hachana, le 24 septembre 1900. En 1901, la synagogue accueille le Congrès sioniste mondial.
Avant la Première Guerre mondiale, entre l'intersection de la Meisterstraße (actuellement rue F. Chopin), de la August-Schneiderstraße (actuellement rue A. Mickiewicz), de la Teichstraße (actuellement rue Stawowa) et de la Kurfürstenstraße (actuellement rue  Piotra Skargi ), devant la grande Synagogue, se trouvait la Tiele Winckler Platz (place Tiele-Winckler) ,.

### Le fonctionnement de la grande synagogue
Pendant ses 39 ans d'existence, la grande synagogue est le centre cultuel et culturel des Juifs de Katowice. 
Deux rabbins vont officier en alternance et délivrer des sermons. Ceux-ci sont ensuite publiés dans la revue officielle de la communauté.
Chaque année, avant les fêtes de Tishri, les dirigeants de la communauté rappellent la sainteté du lieu en publiant un feuillet rappelant les règles de comportement. Ce règlement reflète l'origine germanique des fondateurs et dirigeants de la communauté:
- La direction de la communauté est habilitée à exiger le paiement de tous les fidèles qui occupent illégalement un siège, principalement durant les Grandes Fêtes.
- La tenue des participants, et principalement des femmes, doit être appropriée à un lieu de culte. Entrer dans le sanctuaire avec les bras nus est absolument interdit.
- Les cannes, les parapluies et les vêtements d'extérieur doivent être déposés aux vestiaires. Il est interdit de garder ses vêtements d'extérieur à l'intérieur du sanctuaire.
- Après être entré dans le sanctuaire, prendre place rapidement sans perturbation. Les huissiers montreront aux invités leurs places.
- Chacun est habilité à occuper uniquement le siège qui lui a été attribué. Partager un siège, ou le donner à une autre personne sans permission est strictement interdit.
- Il est interdit d'amener des enfants d'âge préscolaire dans le sanctuaire. Les enfants d'âge scolaire, non accompagné d'un adulte se verront attribuer des sièges spéciaux par les huissiers.
- L'admission au sanctuaire est interdite pendant le sermon et la prière mémorielle (Yizkor).
- Avant et pendant les prières, il est interdit de traîner devant la synagogue, de parler à haute voix dans le vestibule, ou de rester debout dans les ailes du sanctuaire. Les conversations à haute voix pendant les offices sont interdites.
- Pendant les prières, on doit se tenir face à l'Arche. Quand une prière impose que l'on se tienne debout, toutes les personnes dont l'âge et la santé le permettent, doivent le faire.
- La prière Chmona Essrè doit être dite en complet silence. On doit aussi s'abstenir de dire les autres prières à trop haute voix, ce qui peut déranger les autres fidèles. Pendant les prières récitées par le chantre et pendant la lecture de la Torah et de la Haftarah, on doit s'abstenir de participer à haute voix. Les fidèles ont l'obligation d'adapter leur intonation à celle du chantre et du chœur. Si une prière est récitée par répétition publique, il est interdit de commencer avant les autres.

Pour les jeunes, des offices spéciaux sont organisés à partir de 1933. Ces services se déroulent tous les samedis après-midi à 16 heures. D'après les articles publiés dans la revue de la communauté, il semble que les parents ne sont pas toujours coopératifs et se plaignent que les études religieuses interférent trop sur les études séculaires de leurs enfants.
À l'arrière de la synagogue se trouve le centre administratif de la communauté, transformé actuellement en clinique, et le Mikvé devenu le siège d'une compagnie d'assurance. À côté de la synagogue se trouve le bâtiment de l'école, qui est devenu un lycée. En 1937-1938, la communauté construit un bâtiment de cinq étages pour y loger différentes institutions communautaires, ainsi qu'une salle de prière.
Afin que les bruits de la rue ne gênent pas les offices, les chaussées des rues avoisinantes furent pavées de liège.

### Destruction de la grande synagogue

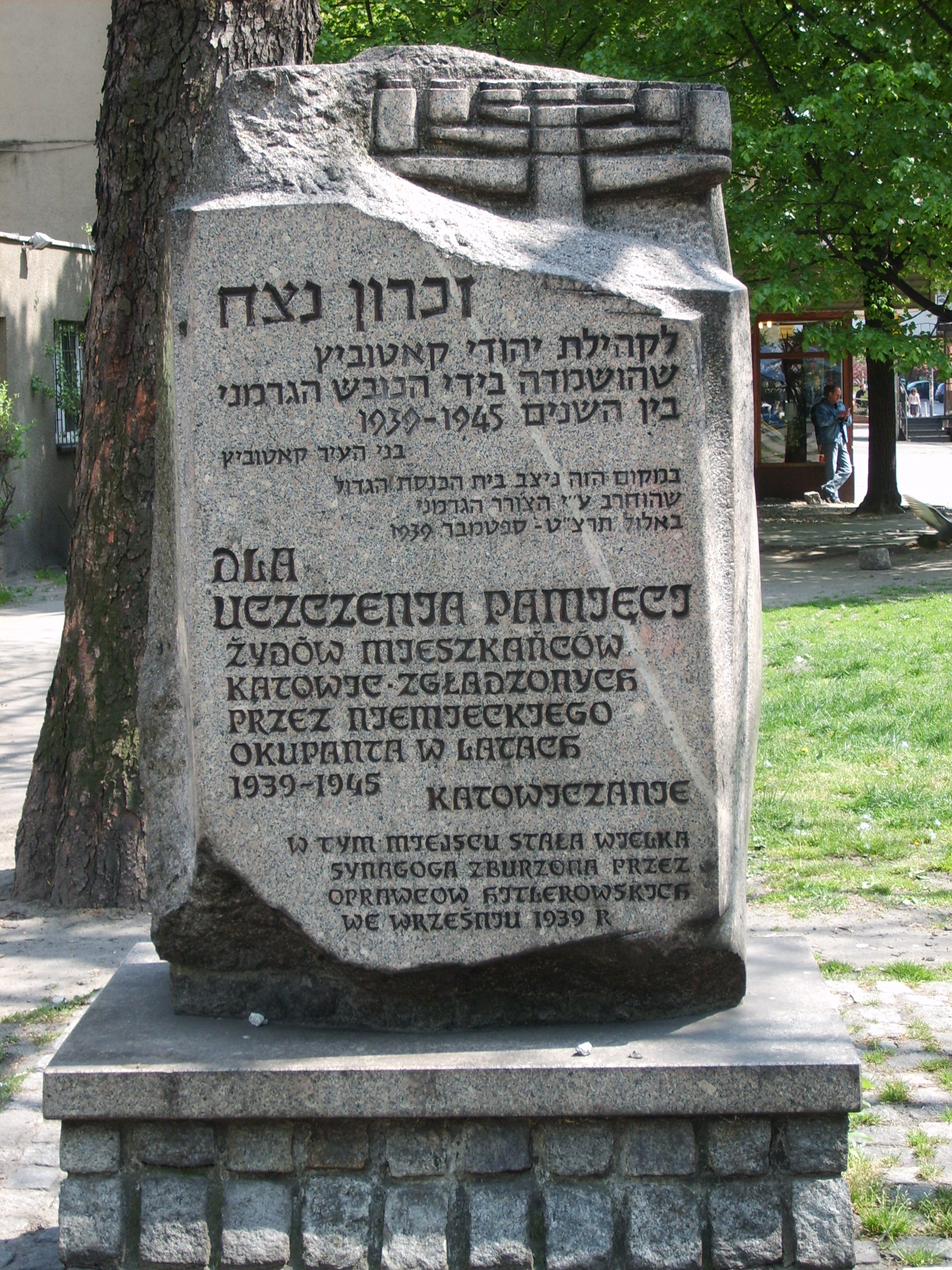
Monument à la mémoire des victimes juives du nazisme

La synagogue va subsister moins de quatre décennies. Le 4 septembre 1939, les troupes allemandes envahissent la Pologne. Katowice est prise le jour même, et le 8 septembre, les nazis incendient la grande synagogue. Dès que les ruines cessent de fumer, les sous-sols sont fouillés à la recherche d'objets de valeur, mais à part quelques rouleaux de Torah partiellement brûlés, rien n'est trouvé.
Après la guerre, les ruines sont abattues et les briques récupérées très probablement envoyées à Varsovie pour rebâtir la ville. Les Juifs survivants retournant à Katowice envisagent de reconstruire une synagogue, mais les autorités municipales ainsi que la situation politique ne permettront pas cette reconstruction.
Actuellement, à l'endroit où était située la synagogue se trouve la plac Synagogi (place de la Synagogue), avec un marché. En juillet 1988 un monument à la mémoire des victimes juives du nazisme est érigé, portant l'inscription en hébreu et en polonais:  « À la mémoire des Juifs, habitants de Katowice, assassinés par l'occupant allemand au cours des années 1939-1945 ».

## Architecture
La synagogue en brique, a été construite sur un plan rectangulaire légèrement modifié, et incorpore les styles néogothique, néorenaissance, mauresque et éclectique. L'architecte dans son projet, s'est vraisemblablement inspiré des grandes synagogues allemandes réformées, et plus particulièrement de la nouvelle synagogue de Berlin et de celle de Bochum.
L'élément le plus caractéristique de la synagogue est son grand dôme à structure nervurée, situé juste au-dessus de la salle de prière principale, couronné d'un lanterneau terminé par un épi à bulbe surmonté d'une étoile de David. Aussi remarquables sont les énormes fenêtres, en gothique tardif, ornées de remplage en dentelle avec leurs frontons surmontés de tourelles élancées.
À l'intérieur, avant de pénétrer dans la salle principale, on trouve un vestibule rectangulaire, avec de chaque côté, des vestiaires, une salle de mariage et des bureaux. Les ailes du vestibule sont surmontées d'un petit dôme. La salle de prière principale peut accueillir environ 1 120 personnes, 670 hommes et 450 femmes. 

## Reconstruction
En juin 2006, la Fondation Or Chaïm (Lumière de la vie) annonce qu'elle envisage de reconstruire la synagogue. Il est initialement prévu de racheter la place du marché à un propriétaire privé. Selon les plans des organisateurs, la synagogue serait reconstruite telle qu'elle était au début de 1939.
La synagogue servira à des fins religieuses mais aussi comme ornement de la ville et comme lieu de réconciliation entre Juifs et Chrétiens. Selon Jarosław Banys, président de la Fondation, la synagogue pourrait être construite dans environ dix ans.